# ویلیام اچ کلوتیر
ویلیام اچ کلوتیر (انگلیسی: William H. Clothier؛ ۲۱ فوریهٔ ۱۹۰۳ – ۷ ژانویهٔ ۱۹۹۶) یک مدیر فیلم‌برداری اهل ایالات متحده آمریکا بود. 
از فیلم هایی که او در آن ها نقش داشته می‌توان به مردی که لیبرتی‌والانس را کشت اشاره کرد. 